# Фролов, Павел Григорьевич
 Па́вел Григо́рьевич Фроло́в  (17 июля 1909, г.Казань — 14 сентября 1991  г.Менделеевск ТАССР) — командир огневого взвода 23-й гвардейской мотострелковой бригады (7-й гвардейский танковый корпус, 3-я гвардейская танковая армия, 1-й Украинский фронт). Герой Советского Союза, лейтенант.

## Биография
Родился 17 июля 1909 года в Казани в семье рабочего. Получил неполное среднее образование. Работал директором кинотеатра в городе Набережные Челны Татарской АССР. С 1926 года работал киномехаником в Казани, директором кинотеатра в Набережных Челнах, директором мясомолочного комбината в посёлке Бондюжск (ныне Менделеевск).
В 1942 году Бондюжским РВК был призван в РККА. Окончил курсы младших лейтенантов. С мая 1942 года воевал на Сталинградском, Южном, 1-м украинском фронтах.
Командир взвода гвардии лейтенант Фролов отличился в боях при форсировании реки Одер. 23 января 1945 года гвардии лейтенант Фролов под сильным артиллерийско-миномётным огнём и непрерывным обстрелом и бомбёжкой авиации противника первым переправил свой взвод на левый берег реки Одер. Сходу вступив в бой, огнём из орудий своего взвода уничтожил 1 самоходное орудие, 1 миномётную батарею, 1 бронетранспортёр, 3 пулемёта, чем обеспечил успешное форсирование реки остальными подразделениями.
Указом Президиума Верховного Совета СССР от 10 апреля 1945 года за образцовое выполнение боевых заданий Командования на фронте борьбы с немецкими захватчиками и проявленные при этом отвагу и геройство гвардии лейтенанту Фролову Павлу Григорьевичу присвоено звание Героя Советского Союза с вручением ордена Ленина и медали «Золотая Звезда».
После окончания войны лейтенант Фролов демобилизовался. Вернулся в п. Бондюга (ныне Менделеевск). Работал на химическом заводе начальником штаба Гражданской обороны.
Умер 14 сентября 1991 года. Похоронен в Менделеевске.

## Награды
- Медаль «Золотая Звезда» (10.04.1945)[1];
- орден Ленина (10.04.1945);
- орден Отечественной войны I степени (06.04.1985)[2];
- медаль «За отвагу» (30.08.1944)[3];
- медали.

## Память
На Аллее Героев в городе Менделеевск в честь П. Г. Фролова установлена стела.